# Strap It On
Strap It On es el álbum debut de la banda estadounidense Helmet. Se lanzó en 1990 a través de Amphetamine Reptile Records y fue reeditado por Interscope en noviembre de 1991.

## Lista de canciones
- Todas las canciones compuestas por Hamilton

1. "Repetition" – 3:00
2. "Rude" – 4:13
3. "Bad Mood" – 2:15
4. "Sinatra" – 4:31
5. "FBLA" – 2:40
6. "Blacktop" – 3:20
7. "Distracted" – 3:12
8. "Make Room" – 3:28
9. "Murder" – 4:03

## Personal
- Henry Bogdan – bajo
- Page Hamilton – guitarra, voz
- Peter Mengede – guitarra
- John Stanier – batería
- Wharton Tiers – ingeniero de sonido